# Djurgårdsarenan
Djurgårdsarenan var projektnamnet på en föreslagen arena som utreddes av Djurgårdens IF Fotboll och Stockholms stad under perioden 2006 till 2011. Arenaprojektet var följden av ett vallöfte från 2006 av den borgerliga alliansen i Stockholm. Vallöftet gick ut på att Stockholms stad ordnar med mark för en arena, medan fotbollsklubben står för byggandet och driften. Djurgården Fotboll har prövat flera lösningar före det nuvarande projektet, som inriktar sig på en ny arena på Östermalms IP. Redan 2006 försökte klubben komma till skott med arena på platsen, men Kungliga Djurgårdens Förvaltning sa då tydligt nej. Efter flera olika utredda alternativ blev Östermalms IP åter det primära alternativet för Djurgården Fotboll. Arenan var tänkt att ha en kapacitet på 18 000 åskådare vid nationella matcher, samt 16 000 vid internationella. Djurgården fotboll beslutade 2011 att flytta herrlagets hemmamatcher till Tele2 Arena i Johanneshov, vilket också skedde från juli 2013, varpå Djurgården Damfotboll flyttade in på Stockholms stadion.

## Bakgrund
Djurgården fotboll har haft ett flertal spelplatser under klubbens existens. Fotbollssektionen bildades först 1899 och spelade då främst på Stockholms idrottspark. Därefter flyttade klubben 1906 till Östermalms IP som då var helt nybyggd. 1910 fick klubben möjlighet att arrendera ett markområde vid Tranebergsbrons västra fäste, där Tranebergs IP byggdes. Klubben fick handha marken fram till och med 1935 då kommunen hade för avsikt att bebygga marken med bostäder. Detta ledde till att Djurgården flyttade till Stockholms Stadion 1936 som sedan dess huvudsakligen har varit Djurgården hemmaplan. Under 1950-talet och 1960-talet spelade Djurgården ofta på Råsunda på grund av publiktrycket, och under 1990-talet fick Djurgården flytta på sig från Stadion när ombyggnader på arenan skedde.
Redan 1952 uppmärksammade Djurgårdens styrelse arenafrågan och kallade den akut. Fram till 2002 hade dock Djurgårdens publiksnitt gått i cykler och inte nått den topp i åskådarantal som nåddes under 1950-talet och 1960-talet. I och med framgångarna i början av 2000-talet började publiksnittet öka igen, och arenafrågan blev åter aktuell. Tillsammans med rivalen AIK planerade Djurgården att köpa Råsunda, då Stockholms stadion var omodern och hyresavtalet inte var tillfredsställande nog. Köpet genomfördes aldrig, men Djurgården flyttade till Råsunda under säsongen 2004 på grund av bristande underhåll på Stadion.
Djurgården riktade därefter in sig på att häva K-märkningen på Stockholms Stadion, för att sedan bygga om arenan invändigt och expandera publikkapaciteten till 25 000 åskådare. Fokus behölls på en ombyggnad av Stadion även under stora delar av 2006.
I början av september 2006, inför valet 2006, lämnade de moderata politikerna Billy Östh och Mats G. Nilsson in en motion till Stockholms kommunfullmäktige, med slutsatsen att Djurgården bör få möjlighet att flytta till Östermalms IP och låta Stadion bli Friidrottens naturliga hemvist. Några dagar efter motionen uttalade sig ytterligare politiker från den borgerliga alliansen positivt angående en fotbollsarena på Östermalms IP, med plats för 25 000 åskådare. Detta utvecklades senare till ett konkret vallöfte från den borgerliga alliansen. Diskussioner med Kungliga Djurgårdens Förvaltning inleddes, men ingen lösning nåddes, och Djurgården var tvunget att lägga arenaförslaget åt sidan.

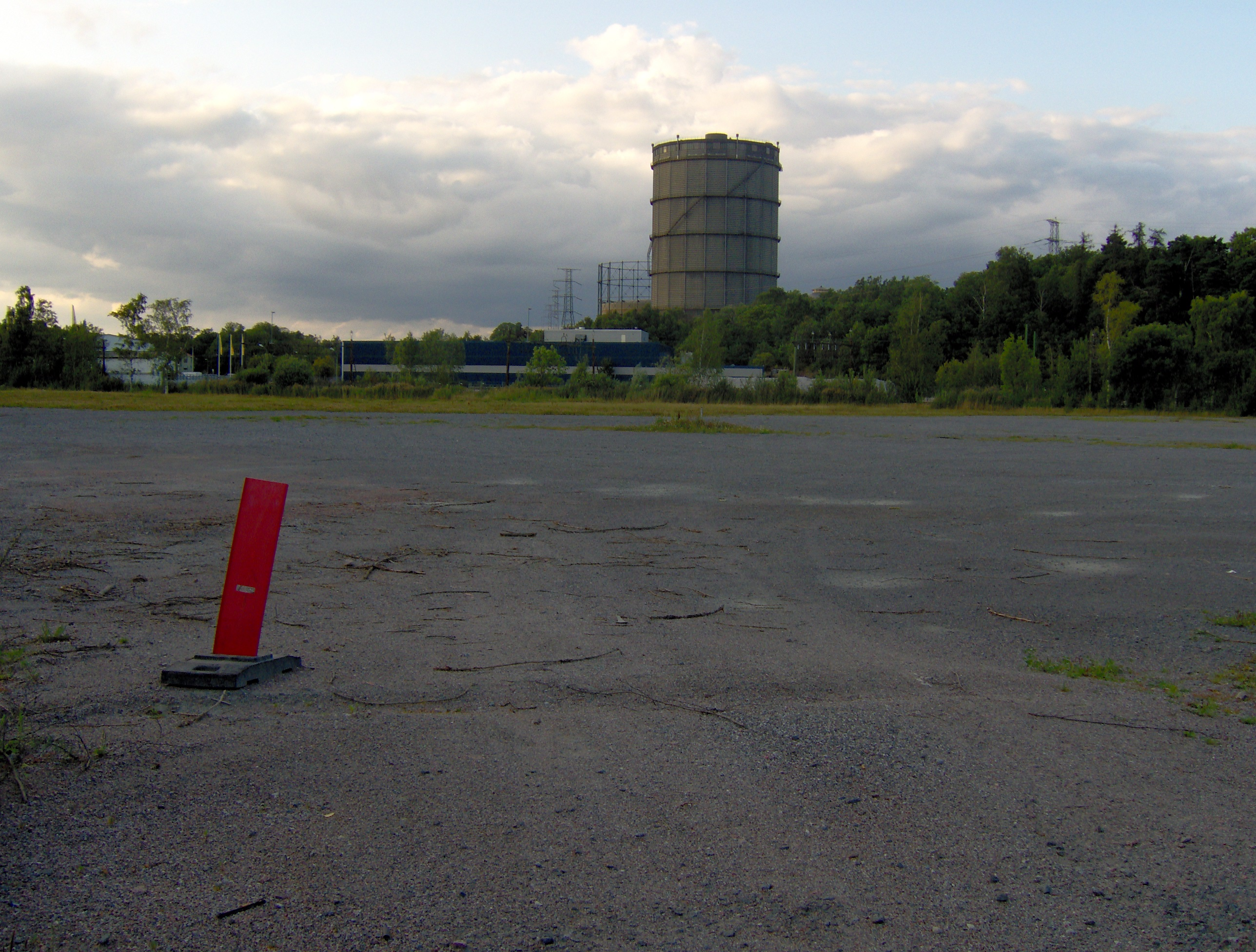
Storängsbotten

Efter att arenaförslaget på Östermalms IP blivit nekat riktade Djurgården blickarna mot Storängsbotten, en öppen grusplan intill Kungliga Tennishallen. Arenan var tänkt att ha kapacitet för 20 000 åskådare och vara delvis nedgrävd. Kungliga Djurgårdens Förvaltning ansåg till sist att arenan skulle vara alltför dominerande i området, och nekade även dessa planer. Förvaltningen ställde sig dock positiva till en mindre träningsarena på platsen.
Den 31 mars 2008 presenterade Stockholms stad fem förslag på platser i kommunen där arenan skulle kunna placeras. Dessa förslag var Akalla, Bällsta allé, Hjulsta, Järvafältet samt Loudden Inget av förslagen var optimalt för klubben. Loudden var den mest attraktiva platsen sett till läget, dock behövdes en lång sanering på platsen för att ta hand om föroreningarna från oljecisternerna, som dessutom måste flyttas. Detta innebar att marken skulle kunna bebyggas tidigast 2020. I Bällsta satte Bromma flygplats extra krav på en eventuell arena, på grund av höjdrestriktioner. Förslagen i ytterstaden låg alltför långt ut från innerstaden för att vara tillfredsställande. I början av maj samma år svarade Djurgården att inget av förslagen var tillfredsställande nog för klubben.
Under hösten 2008 tillsattes en utredning av Stadsledningskontoret i Stockholm huruvida Djurgården skulle få möjligheten att bygga om och ta över driften av Stockholms Stadion. Förslagen som presenterades i mars 2009 visade på ett renodlat fotbollsalternativ, ett renodlat friidrottsalternativ samt ett kombinerat fotbolls- och friidrottsalternativ. Det renodlade fotbollsalternativet som Djurgården förespråkade skulle innebära att löparbanorna på arenan skulle försvinna till förmån för nya läktare. Friidrottsklubbarna med verksamhet på Stadion protesterade mot ett sådant alternativ, då det skulle innebära en flytt från arenan. Med DN-galan som huvudargument och namninsamlingar protesterade klubbarna mot en ombyggnad av Stadion.
Den 2 september 2009 gick Djurgården Fotboll och Stockholms stad ut med ett gemensamt pressmeddelande på webbsidan newsmill om att en ombyggnad av Stadion inte blir av. Detta för att en ombyggd arena fortfarande inte skulle uppnå alla krav för en modern arena. Istället riktade sig Stockholms stad och Djurgården in sig på ett nytt försök att få bygga på Östermalms IP.

## Ny arena på Östermalms IP
Djurgården och Stockholms stad jobbade gemensamt med arenaprojektet under både hösten 2009 och våren 2010. Frågeställningar som Djurgården skulle ta hand om var den ekonomiska aspekten av projektet. Det nuvarande projektet har presenterats inför Kungarådet och där fått godkänt för fortsatt arbete. Den 14 juli 2010 gick Djurgården ut med hur klubben tänkt att arenan ska se ut och vad den ska innehålla. Vid nationella matcher, där ståplats tillåts, ska arenan ha sammanlagt 18 000 platser, medan vid internationella matcher, då ståplatsen tas bort, 16 000 platser. För att undvika att arenan blir för dominant i landskapet ska den även grävas ner.
Djurgården fullföljde den ekonomiska kalkylen, och fick den bedömd som rimlig av ett anlitat konsultföretag. Markägaren Kungliga Djurgårdens Förvaltning stod nu på tur att få ge sin bedömning av projektet. Under möte med förvaltningen kom Djurgården överens om inriktningen på det fortsatta arbetet för arenan. Det som nu skall ske är att se till att de idrotter som för närvarande har verksamhet på Östermalms IP ska få likvärdiga eller bättre faciliteter att idrotta på.